# 박성제 (아이스하키 선수)
박성제(朴成齊, 1988년 8월 3일~)는 대한민국의 아이스하키 선수, 지도자로 포지션은 골텐더이다. 현역 시절에 아시아리그 아이스하키의 안양 한라와 대명 상무, 하이원에서 활동했으며, 대한민국 국가대표팀의 일원으로 2018년 동계 올림픽에 참가했고, 아시안 게임에서 은메달 1개, 동메달 1개를 획득했다.
현역 은퇴 후에는 유소년 아이스하키 골텐더 지도자로 활동하고 있다.